# Diktel
Diktel Rupakot Majhuwagadhi (in nepalese दिक्तेल रूपाकोट मझुवागढी), nota solo come Diktel, è una municipalità del Nepal, capoluogo del distretto di Khotang, nella provincia di Koshi.